# Певзнер Марія Семенівна
Марія Семенівна Певзнер (14 квітня 1901, Сєнно — 3 серпня 1989, Москва) — радянський психіатр, психолог, дефектолог, кандидат медичних наук, доктор педагогічних наук, професор.

## Біографія
Народилася 14 квітня 1901 р в м. Сєнно Могильовської губернії в сім'ї службовця. У 1918 році закінчила школу 2-го ступеня в м Аткарську Саратовської області. Навчалась на медичному факультеті Московського державного університету (1924) і спеціальних курсах з дитячої неврології (1925).
У Саратові проводила значиму науково-дослідницьку роботу під керівництвом професора І. М. Маркова. Її результати, присвячені вивченню психопатичних форм поведінки у дитячому віці, були представлені на з'їзді лікарів-психіатрів у місті Ленінград, у 1929 році. Там Марія Семенівна знайомиться з видатним вченим-психологом Л. С. Виготським, котрий високо оцінив її наукову доповідь про патології поведінки у дітей, що перенесли енцефалі, та запропонував їй співпрацювати. У 1938 році Марія Семенівна Певзнер захистила кандидитську дисертацію на тему «Психопатичні стани у дитячому віці».
У грудні 1960 року їй було присуджено вчений ступінь доктора педагогічних наук (спеціальна психологія). У 1963 р надано вчене звання професора. З 1960 по 1972 р завідувала сектором клінічного і нейрофізіологічного вивчення аномальних дітей НДІ дефектології АПН СРСР, де під її керівництвом розроблявся новий напрямок — генетичне вивчення аномальних дітей. За керівництва і безпосередньої участі Марії Семенівни було визначено новий напрямок вітчизняної педагогічної науки — клінічна дефектологія. Вона продовжує і педагогічну практику: читає лекції на курсах підвищення кваліфікації педагогів-дефектологів, лікарів-психоневрологів, логопедів, а також для студентів дефектологічних факультетів.
Неодноразово нагороджувалася почесними грамотами АПН СРСР і МО СРСР; медалями «За доблесну працю у Великій Вітчизняній війні 1941—1945 рр.» та «В пам'ять 800-річчя Москви».
У січні 1989 р. вона вийшла на пенсію у зв'язку з важкою хворобою. Влітку 1989 року — перенесла складну операцію і незабаром, 3 серпня, померла. Похована на Новодівичому кладовищі поряд з чоловіком, Ігорем Михайловичем Рейснером. 

## Досягнення
М. С. Певзнер сформулювала основні теоретичні положення комплексної клініко-генетичної та психолого-педагогічної діагностики аномалій розвитку з урахуванням етіології, патогенезу, клініки. Марія Семенівна звертає увагу спеціалістів на потребу у комплексному вивченні дітей. Найбільший успіх у кожній спеціальній школі створює поєднання лікувальних та корекційно-виховних заходів, з урахуванням якісних оособливостей дефекту.
Довела, що дітям з олігофренією, незалежно від структури дефекту, притаманний розвиток у процесі навчання. Корекційне навчання допомагає не лише формуванню соціально-значимих знань, умінь та навичок, але і позитивно впливає на їх особистість при підготовці цих дітей до соціального середовища.
М. С. Певзнер критично переглянула зарубіжні погляди на проблему розширення визначення поняття розумової відсталості. На думку Марії Семенівни неправомірне розширення призводить до принципових помилок дифернціації, і,як наслідок, порушує систему корекційно-розвивальних заходів у спеціальній школі, негативно впливає на процес соціально-трудової адаптації олігофренів. Вбачаючи недоліки у вивченні дітей з олігофренією у неодстатній розробці клніки, поверховому описі особливостей цих дітей, вдалась до ретельного вивчення окремих варіантів дефекту при олігофренії. Таким чином, не можна заперечувати значного вкладу Марії Семенівни у визначення окремих клінічних варіантів олігофренії, які лягли в основу роробки різних форм корекційно-виховного процесу.
М. С. Певзнер та Л. І. Ростягайлова дослідили та описали клінічну та психологічну картину затримки психічного розвитку при компенсованій гідроцефалії, та сформулювали висновок про зворотність ряду симптомів цієї форми порушення. У період з 1978 по 1988 роки лабораторією, очолюваною М. С. Певзнер було визначено поліморфізм у клінічних проявах, кожен з яких по суті є первинним дефектом: інтелектуальна недостатність, глибокі порушення зору та слуху, та формується по ласним закономірностям.
Осноний вклад М. С. Певзнер у розвиток сучасної олігофренології полагяє у чіткій диференціації та розмежуванні розумової відсталості. Крім того, чітке визначення олігофренії було пов'язано з адекватними уявленнями М. С. Певзнер про клініку та структуру даного ураження та системне порушення розвитку вищої нервової діяльності цих дітей. Виходячи зі симптоматики олігофренії, М. С. Певзнер повно розкрила особливості вищих психічних функцій дітей з олігофренією, що дозволило внести ряд змін до системи педагогічного впливу успеціальному навчанні та вихованні. Динамічний підхід до розвитку олігофренії дозволив М. С. Певзнер визначити специфічний шлях розвитку, притаманний саме цій групі дітей. Динаміка вивчення дітей з олігофренією дозволила довести не лише ідентичність основних закономірностей розвитку психіки нормальної та аномальної дитини, але й ще раз чітко показати вплив основних симптомів олігофренії на їх психічний розвиток у процесі навчання.
М. С. Певзнер неодноразово наголошувала на необхідності наукового вивчення сімей, що виховують дітей з олігофренії та розробки корекційних заходів, необхідних для надання їм конкретної допомоги. Цю ідею можна також знайти в роботах В. А. Вишневського, Р. Ф. Майрамяна, М. М. Семаго.

## Основні праці
- Певзнер М. С. Клиника психопатий в детском возрасте. — М.: «Учпедгиз», 1941.
- Певзнер М. С., Лубовский В. И. Динамика развития детей-олигофренов. — М.: «Издательство Академии педагогических наук РСФСР», 1963.
- Певзнер М. С., Лубовский В. И., Пекелис Э. Я., Зислина Н. Н. Дети с отклонениями в развитии. Отграничение олигофрении от сходных состояний. — М.: «Просвещение», 1966.
- Власова Т. А., Певзнер М. С. О детях с отклонениями в развитии. — М.: «Просвещение», 1973.
- Певзнер М. С., Лебединская К. С. Учащиеся вспомогательной школы: клинико-психологическое изучение. — М.: «Педагогика», 1979.